# Alberto Oliart
Alberto Oliart (Merida, 29 luglio 1928 – Madrid, 13 febbraio 2021) è stato un politico, avvocato e funzionario spagnolo.

## Biografia
Alberto Oliart si laureò in giurisprudenza nel 1950 presso l'Università di Barcellona. Tre anni dopo superò con successo l'abilitazione per l'organo superiore degli avvocati statali. Assegnato a Ciudad Real, fu trasferito nel 1958 alla Direzione generale del contenzioso del Ministero della giustizia.
Nel 1963 venne nominato capo del gabinetto tecnico del sottosegretario alle finanze, e due anni dopo direttore amministrativo e finanziario di Renfe. Fu promosso segretario generale nel 1967. Nel 1968 divenne avvocato di stato presso la Corte Suprema.
Nel 1973 divenne amministratore delegato del Banco Hispano Americano.
Il 5 luglio 1977,  all'età di 48 anni, Alberto Oliart fu nominato ministro dell'Industria e dell'Energia nel secondo governo del centrista Adolfo Suárez. Esautorato durante il rimpasto di governo del 25 febbraio 1978, fu eletto deputato di Badajoz nelle elezioni legislative del 1 marzo 1979 nella lista dell'Unione del Centro Democratico (UCD), di cui non era ancora membro.
Tornò alle funzioni esecutive durante il rimpasto del 9 settembre 1980, diventando ministro della Salute e della sicurezza sociale nel terzo gabinetto di Suárez. Entrò a far parte dell'UCD tre mesi dopo.
Divenne Ministro della Difesa il 27 febbraio 1981. Non fu rieletto deputato alle elezioni del 28 ottobre 1982 e lasciò il governo poco dopo.
Riprese quindi la professione di avvocato e per molti anni non si occupò di politica.
Il 24 novembre 2009 fu nominato presidente della Corporación de Radio y Televisión Español (RTVE) dalle Cortes Generales a seguito di un accordo tra il Partito Socialista Operaio Spagnolo e il Partito Popolare e assunse le sue funzioni due giorni dopo. Si dimise il 6 luglio 2011, dopo che la stampa rivelò che aveva aggiudicato un appalto pubblico a una società gestita da uno dei suoi figli.
Alberto Oliart è morto il 13 febbraio 2021 a Madrid, per complicazioni da COVID-19.

## Opere
- Los años que todo lo cambiaron: memoria política de la Transición, Barcellona, Tusquets, 2019 ISBN 9788490667576